# Cabo Norte
El cabo Norte (en noruego: Nordkapplatået) es un promontorio localizado en la isla de Magerøya, en el norte de Noruega, en la comunidad de Nordkapp. Su acantilado, de 307 m de altura, es considerado con frecuencia el punto más septentrional de Europa. Sin embargo, el vecino cabo Knivskjellodden se halla unos 1500 metros más al norte. Además, ambos puntos se encuentran en una isla, lo que significa que el punto más septentrional de la Europa continental es, en realidad, el cabo Nordkinn.
Según la Organización Hidrográfica Internacional, el cabo Norte es el límite entre el mar de Noruega, al oeste, y el mar Blanco, al este, siendo por tanto también uno de los límites usados para separar el océano Atlántico del océano Ártico.

## Historia
La denominación de cabo Norte fue acuñada por el explorador británico Richard Chancellor en 1553, cuando sobrepasó el cabo en la búsqueda del Paso del Noreste. Desde entonces, recibe frecuentes visitas de exploradores que suben a la planicie escalando el acantilado; visitantes famosos fueron el rey Óscar II de Suecia en 1873 y el rey Chulalongkorn de Tailandia en 1907. Hoy en día, cabo Norte es una importante atracción turística que incluye un amplio centro turístico, que alberga un gran número de exposiciones sobre la historia del lugar.
En 1943, la batalla de Cabo Norte se desarrolló frente a este cabo en el océano Ártico.

## Galería

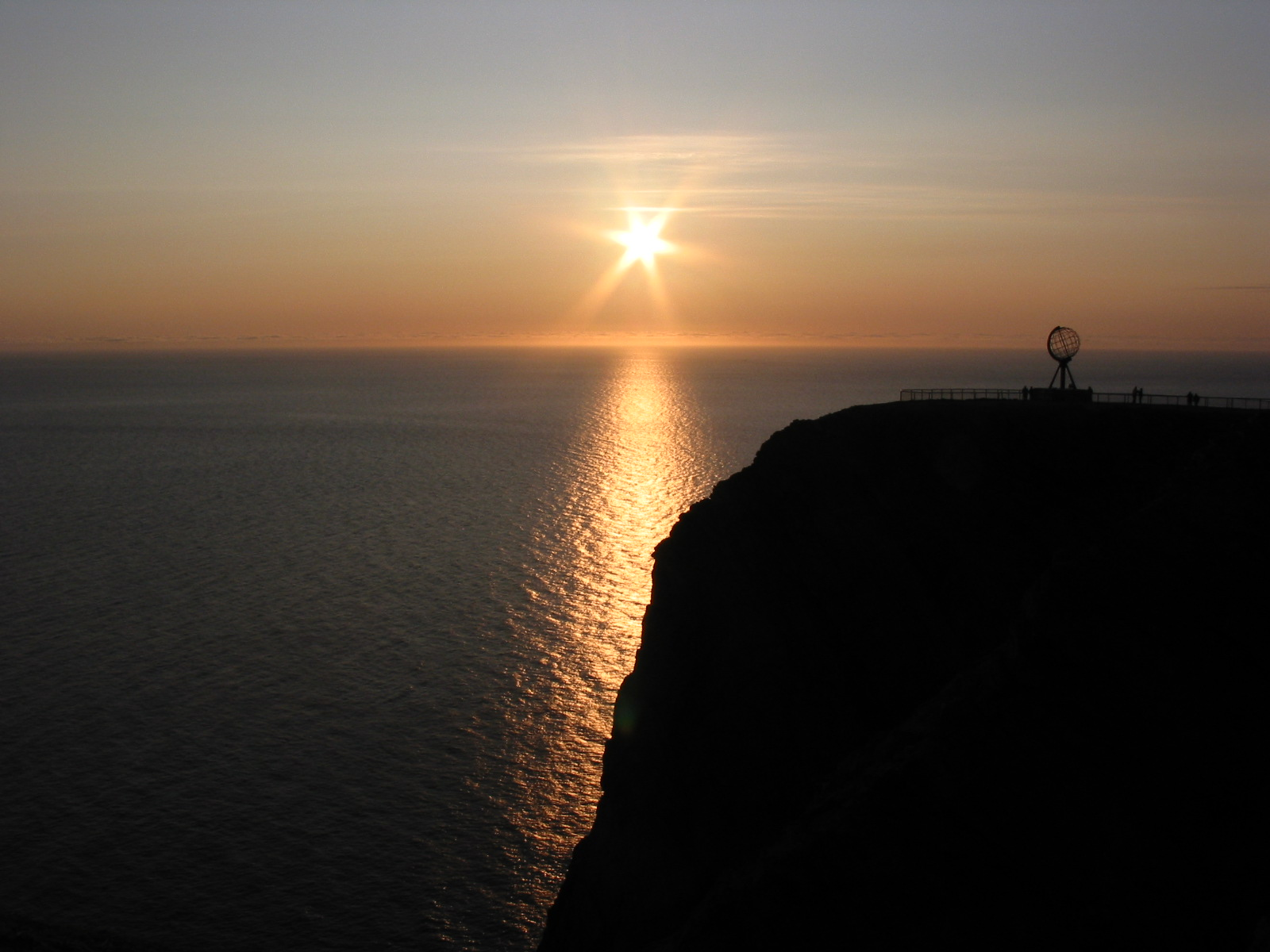
Sol de medianoche en cabo Norte.
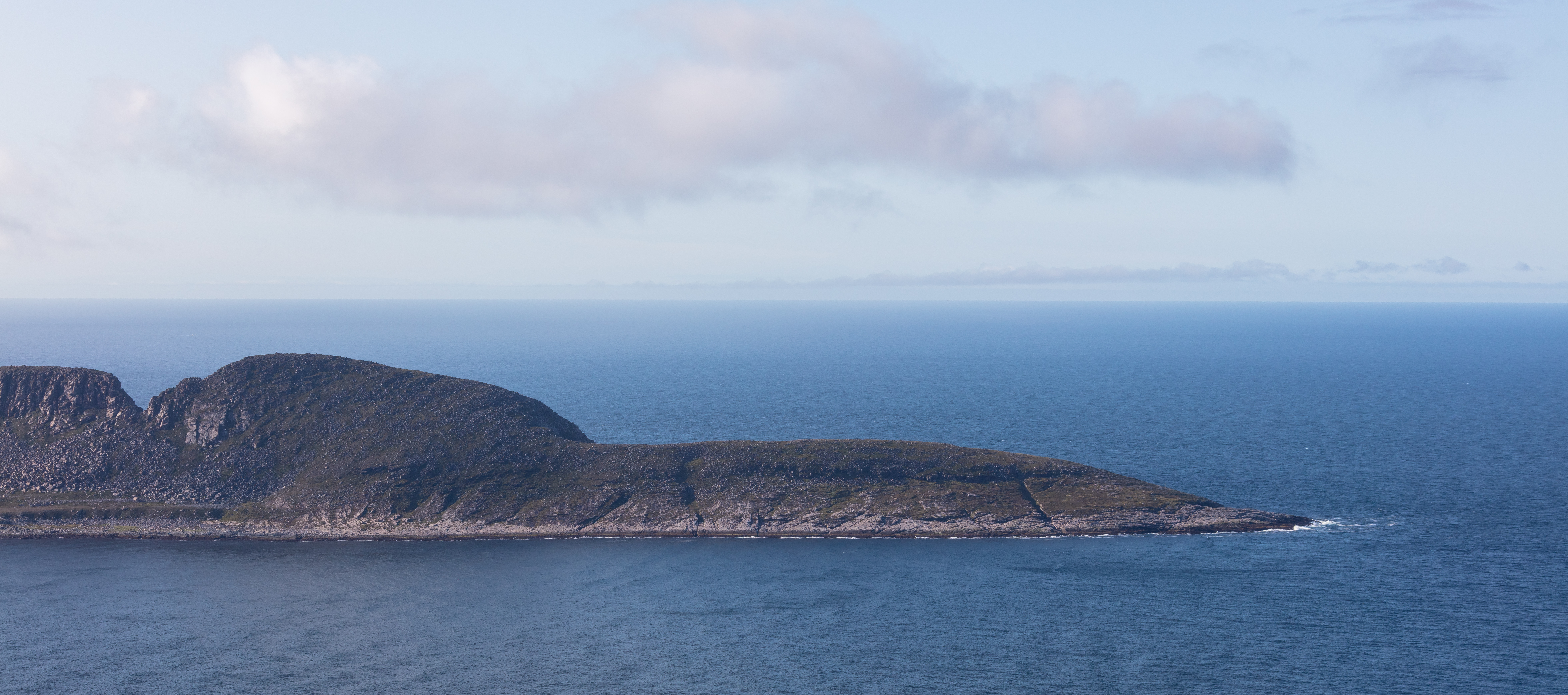
Vista desde cabo Norte.
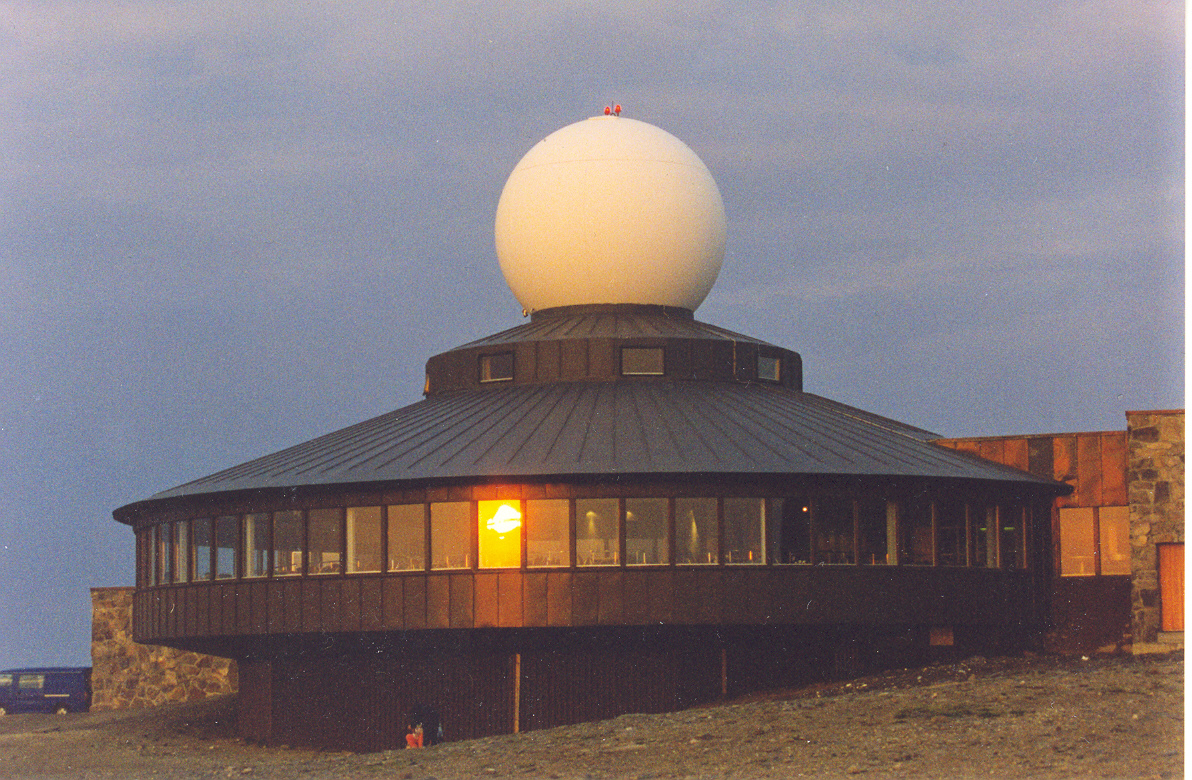
Pabellón del cabo Norte.
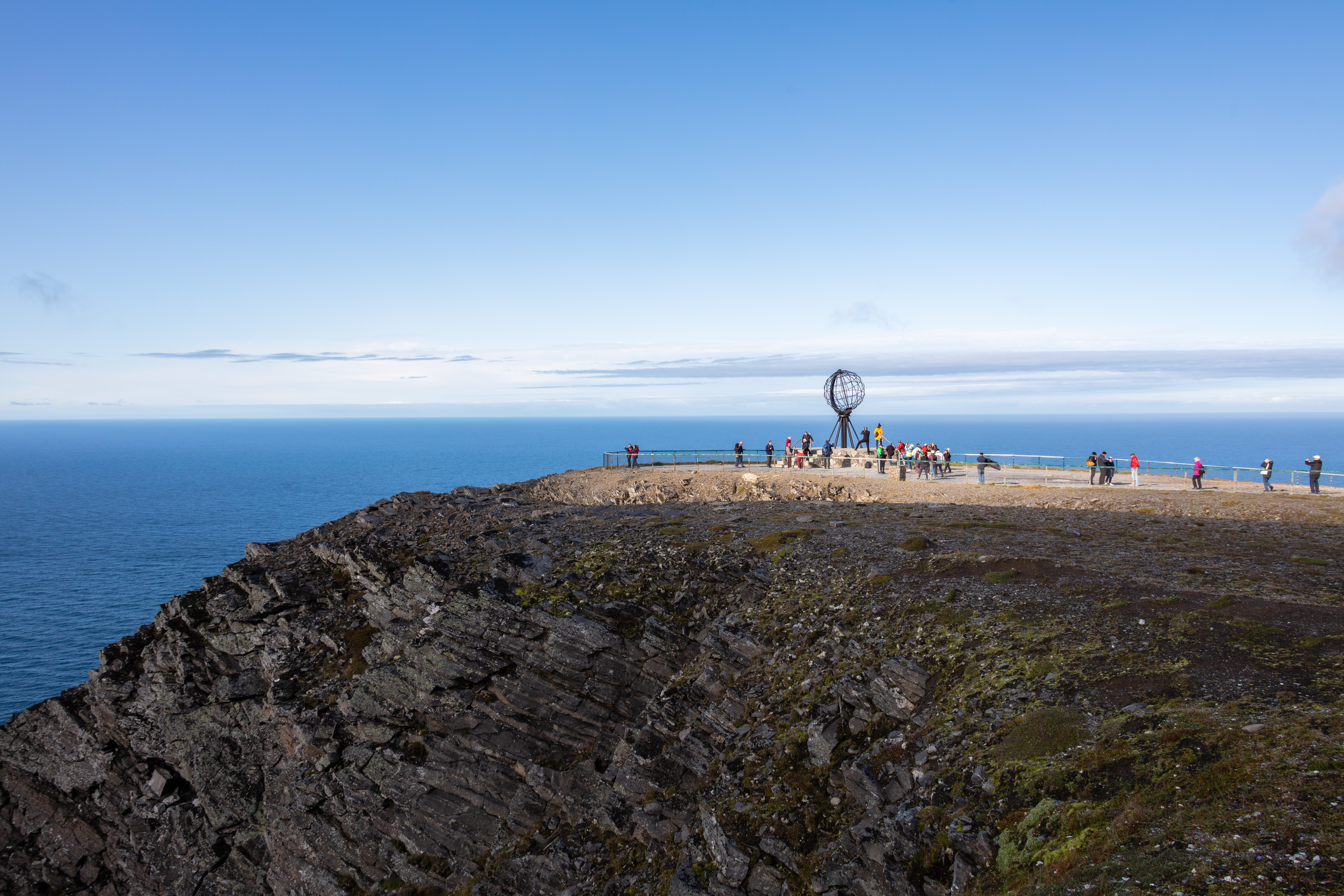
Vista general.
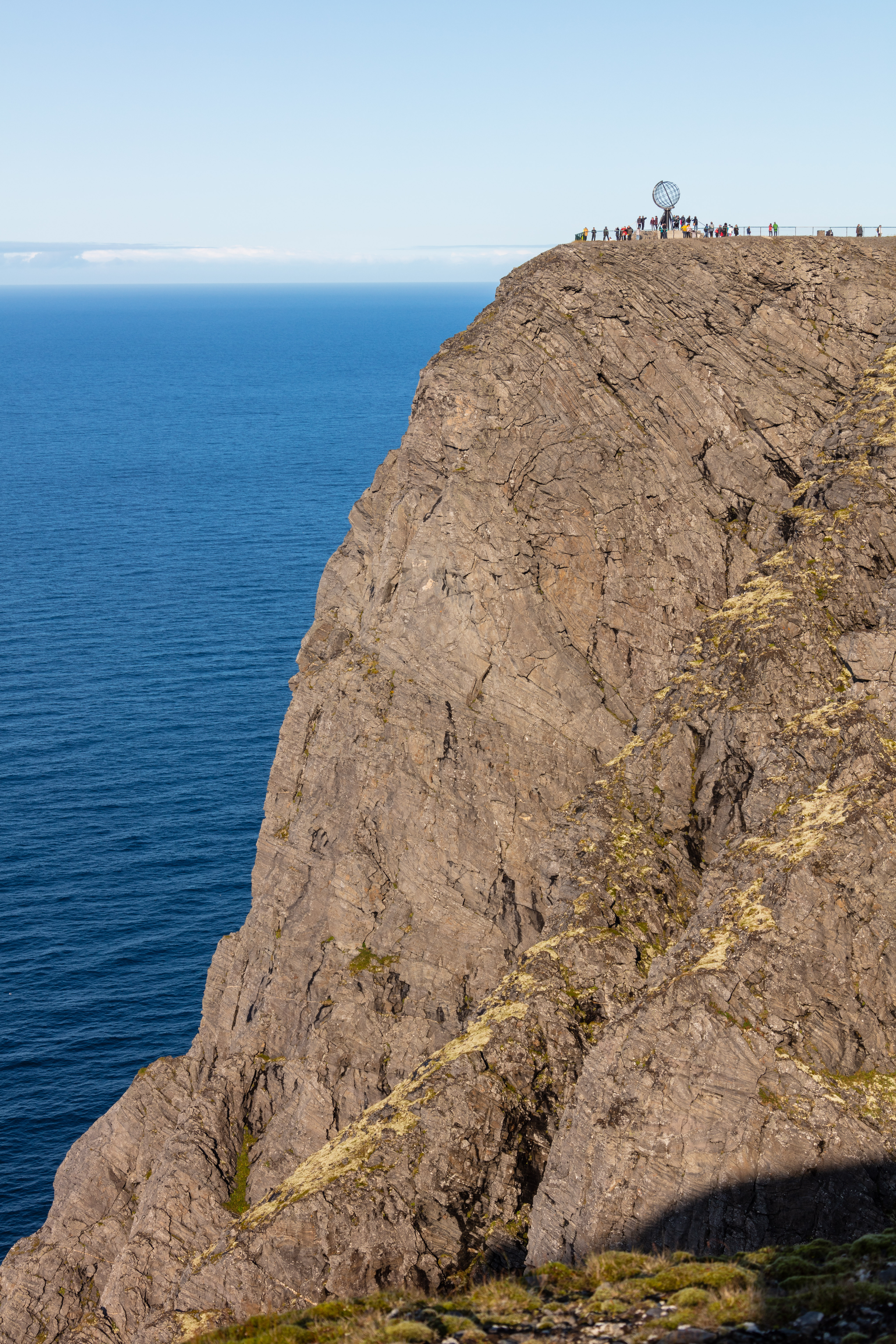
Vista del acantilado.